# Bitnice
Bitnice (latinski: Carangidae) su porodica riba, najveća od šest porodica uključenih u red Carangiformes.
Neki je znanstveni autoriteti klasificiraju kao jedinu porodicu unutar tog reda, ali molekularne i anatomske studije ukazuju na to da postoji uski odnos između ove porodice i pet bivših porodica Perciform koje čine Carangiformes.
To su morske ribe koje se nalaze u Atlantskom, Indijskom i Tihom oceanu. Većina vrsta su grabežljive ribe koje brzo plivaju i love u vodama iznad grebena i na otvorenom moru; a neki kopaju u morskom dnu u potrazi za beskralježnjacima. 
Najveća riba u porodici, gof, Seriola dumerili, naraste do 2 m duljine, a većina riba u porodici doseže maksimalnu duljinu od 25–100 cm.
Porodica sadrži mnoge važne komercijalne i lovne ribe, posebno pacificka skuša, Trachurus symmetricus i ostale skuše iz roda Trachurus.

## Taksonomija
Porodica Carangidae podijeljena je na sljedeće potporodice i rodove:
- Potporodica Trachinotinae Gill, 1861.[2]
  - Rod Lichia Cuvier, 1816
  - Rod Trachinotus Lacepède, 1801
- Potporodica Scomberoidinae Gill, 1890.[2]
  - Rod Oligoplites Gill, 1863. godine
  - Rod Parona C. Berg, 1895
  - Rod Scomberoides Lacepède, 1801
- Potporodica Naucratinae Bleeker, 1859.[2]
  - Rod Campogramma Regan, 1903
  - Rod Elagatis FD Bennett, 1840
  - Rod Naucrates Rafinesque, 1810
  - Rod Seriola Bleeker, 1854
  - Rod Seriolina Wakiya, 1924
- Potporodica Caranginae Rafinesque, 1815.[2]
  - Rod Alectis Rafinesque, 1815
  - Rod Alepes Swainson, 1839
  - Rod Atropus Oken, 1817
  - Rod Atule DS Jordan & EK Jordan, 1922
  - Rod Carangoides Bleeker, 1851
  - Rod Caranx Lacepède, 1801
  - Rod Chloroscombrus Girard, 1858
  - Rod Decapterus Bleeker, 1851
  - Rod Gnathodon Bleeker, 1850
  - Rod Hemicaranx Bleeker, 1862
  - Rod Megalaspis Bleeker, 1851
  - Rod Pantolabus Whitley, 1931
  - Rod Parastromateus Bleeker, 1864
  - Rod Pseudocaranx Bleeker, 1863. god
  - Rod Selar Bleeker, 1851
  - Rod Selaroides Bleeker, 1851
  - Rod Selene Lacepède, 1802
  - Rod Trachurus Rafinesque, 1810
  - Rod Ulua DS Jordan & Snyder, 1908
  - Rod Uraspis Bleeker, 1855